# Сражение у Кукунора
Сражение у Кукунора — сражение 679 года во время очередной танско-тибетской войны, произошедшее в 679 году у озера Кукунор. 
Тибетцы в 676 году, возобновив войну, разграбили западный Китай до Чанъани, в то время как две имперские армии бездействовали. В следующем, 677 году тибетская армия соединилась с войсками Дучжи и освободила от имперцев Кучу при полном сочувствии и активной помощи жителей. Победы тибетцев усилили антикитайские настроений среди западных и восточных тюрков. Имперское правительство великолепно понимало, что в степи не будет порядка до тех пор, пока тибетцев снова не оттеснят в горы. Для этой цели была направлена огромная армия (180 тысяч человек). Во главе её был поставлен «государственный секретарь» Ли Цзиньсюань, человек образованный и хитрый, однако не обладавший никакими военными талантами. Китайский хронист даже приписывает главную роль в этом назначении злой воле соперника Ли Цзиньсюаня, Се Жиньгуя, желавшего подвести врага под царскую опалу.
Вначале китайцы имели успех, но около озера Кукунор были окружены тибетцами. Китайский авангард, оторвавшийся от основной массы войск, был истреблён, а сама армия прижата к горам и блокирована. От гибели китайцев спасла только смелая ночная атака Хэчи Чанчжи, корейца по происхождению. Это был атлет высокого роста и неудержимой храбрости, один из тех «илохэ» (удальцы), которых привлекал и лелеял император Тайцзун. Во главе 500 отборных бойцов он врубился в тибетский лагерь, навёл на врагов панику и пробил в блокаде брешь, через которую спаслись остатки китайской армии.
Тибетская угроза нависла уже над самим Китаем, и в следующем, 680 году, тибетцы вторглись в страну и нанесли полное поражение Ли Цзиньсюаню.